# Bezzia imbifida
Bezzia imbifida är en tvåvingeart som beskrevs av Dow och Turner 1976. Bezzia imbifida ingår i släktet Bezzia och familjen svidknott. Inga underarter finns listade i Catalogue of Life.